# International Superhits!
International Superhits! es un álbum de éxitos de Green Day. Contiene veintiún pistas, entre ellas se encuentran éxitos como «Basket Case», «Longview», «Good Riddance (Time of Your Life)» y «Minority» Contiene 2 canciones inéditas : "María" "Poprocks and coke" . International Superhits! alcanzó el puesto número cuarenta en los Estados Unidos y el número quince en el Reino Unido en su lanzamiento. Se han vendido 2 000 000 millones de copias en los EE. UU. en septiembre de 2010,[cita requerida] donde fue certificado platino en todo el mundo y vendió más de 4 000 000 de copias.[cita requerida] La compilación fue reeditada en vinilo por primera vez en los Estados Unidos el 11 de agosto de 2009.

## Lista de canciones
| International Superhits |                                     |          |  |
| N.º                     | Título                              | Duración |  |
| 1.                      | «Maria»                             | 2:47     |  |
| 2.                      | «Poprocks & Coke»                   | 2:38     |  |
| 3.                      | «Longview»                          | 3:53     |  |
| 4.                      | «Welcome to Paradise»               | 3:44     |  |
| 5.                      | «Basket Case»                       | 3:01     |  |
| 6.                      | «When I Come Around»                | 2:58     |  |
| 7.                      | «She»                               | 2:14     |  |
| 8.                      | «J.A.R. (Jason Andrew Relva)»       | 2:51     |  |
| 9.                      | «Geek Stink Breath»                 | 2:15     |  |
| 10.                     | «Brain Stew»                        | 3:13     |  |
| 11.                     | «Jaded»                             | 1:30     |  |
| 12.                     | «Walking Contradiction»             | 2:31     |  |
| 13.                     | «Stuck With Me»                     | 2:15     |  |
| 14.                     | «Hitchin' a Ride»                   | 2:51     |  |
| 15.                     | «Good Riddance (Time of Your Life)» | 2:33     |  |
| 16.                     | «Redundant»                         | 3:18     |  |
| 17.                     | «Nice Guys Finish Last»             | 2:49     |  |
| 18.                     | «Minority»                          | 2:47     |  |
| 19.                     | «Warning»                           | 3:41     |  |
| 20.                     | «Waiting»                           | 3:11     |  |
| 21.                     | «Macy's Day Parade»                 | 3:33     |  |
| 60:44                   |                                     |          |  |

## International Supervideos!
International Supervideos! fue lanzado el 13 de noviembre de 2001, el mismo día que el álbum recopilatorio, International Superhits!. Es una colección de todos los videos de la banda desde 1994 a 2001, excluyendo los videos musicales de «Welcome to Paradise», «Maria» y «Poprocks & Coke». El video musical para «Macy's Day Parade» no está incluido en la compilación, ya que se produjo poco después de la producción de International Supervideos!.

## Capítulos
| Número | Video                               | Álbum     | Grabado en         | Director         |
| ------ | ----------------------------------- | --------- | ------------------ | ---------------- |
| 1      | "Longview"                          | Dookie    | Enero de 1994      | Mark Kohr        |
| 2      | "Basket Case"                       | Dookie    | Abril de 1994      | Mark Kohr        |
| 3      | "When I Come Around"                | Dookie    | Noviembre de 1994  | Mark Kohr        |
| 4      | "Geek Stink Breath"                 | Insomniac | Septiembre de 1995 | Mark Kohr        |
| 5      | "Stuck with Me"                     | Insomniac | Noviembre de 1995  | Mark Kohr        |
| 6      | "Brain Stew/Jaded"                  | Insomniac | Diciembre de 1995  | Kevin Kerslake   |
| 7      | "Walking Contradiction"             | Insomniac | Abril de 1996      | Roman Coppola    |
| 8      | "Hitchin' a Ride"                   | Nimrod    | Agosto de 1997     | Mark Kohr        |
| 9      | "Good Riddance (Time of Your Life)" | Nimrod    | Noviembre de 1997  | Mark Kohr        |
| 10     | "Redundant"                         | Nimrod    | Marzo de 1998      | Mark Kohr        |
| 11     | "Nice Guys Finish Last"             | Nimrod    | Noviembre de 1998  | Evan Bernard     |
| 12     | "Last Ride In"                      | Nimrod    | Septiembre de 1999 | Lance Bangs      |
| 13     | "Minority"                          | Warning   | Agosto de 2000     | Evan Bernard     |
| 14     | "Warning"                           | Warning   | Noviembre de 2000  | Francis Lawrence |
| 15     | "Waiting"                           | Warning   | Mayo de 2001       | Marc Webb        |